# شهرستان واگایسکی
شهرستان واگایسکی (به لاتین: Vagaysky District) یک شهرستان در روسیه است که در استان تیومن واقع شده‌است.